# Franziskanerkloster Straubing
Das Franziskanerkloster Straubing ist ein ehemaliges Kloster der Franziskaner-Reformaten in Straubing in Bayern in der Diözese Regensburg.

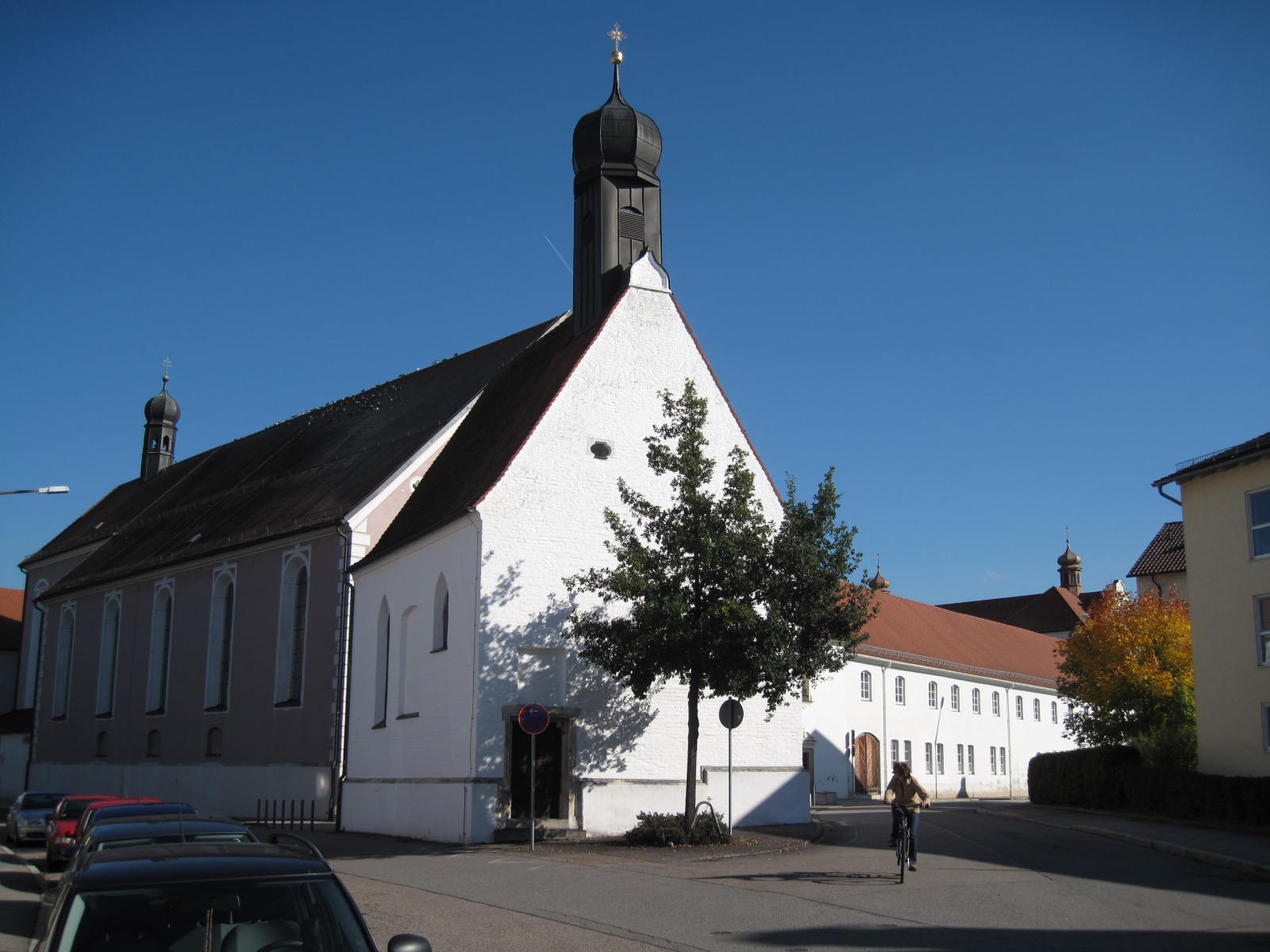
Straubing, ehemaliges Franziskanerkloster, Ecke Peters- und Schulgasse; das Areal wird jetzt hauptsächlich vom Wissenschaftszentrum Straubing und seinen Partnern genutzt.

## Geschichte

### 18.Jahrhundert bis 1912
Das in honorem angelorum custodum (‚zu Ehren der Schutzengel‘) unter dem Baumeister Philipp  Plank errichtete Kloster wurde 1702 durch Franziskaner der Bayerischen Franziskanerprovinz gegründet, anfangs Hospiz, wohl ab 1706/1707 Konvent. Es wurde 1802 im Zuge der Säkularisation aufgelöst und im gleichen Jahr den unbeschuhten Karmeliten aus München bis 1817 als Centralkloster (sogenanntes Aussterbekloster) zugeteilt.
Von 1817 bis 1828 war das Kloster an Privat vermietet, bis es im Jahr 1828 verkauft wurde.
In den Klostergebäuden richteten 1844 Barmherzige Brüder auf Wunsch der Elisabethinen ein Krankenhaus, das sogenannte Männerkrankenhaus ein.
Die ehemalige Klosterkirche (barocke Schutzengelkirche) mit dem für Bettelorden typisch kleinen Turm wurde 1817 Filialkirche und 1912 Pfarrkirche der Pfarrei St. Peter.
Das Kloster steht unter Denkmalschutz (Nummer: D-2-63-000-187).

### 1975 bis heute
Im Jahr 1975 wurde das sogenannte Männerkrankenhaus mit der Elisabeth Krankenhaus GmbH zusammengeführt.
Vom Jahr 1996 bis zum Jahr 2013 wies die Stadt Straubing (als Eigentümer der ehemaligen Klostergebäude) der städtischen Volkshochschule Straubing Räume und Büros zu und so wurde hier das vhs-Bildungszentrum aufgebaut.
Ab 2000 erfolgte nach und nach der Ausbau für das Wissenschaftszentrums Straubing, bis ab Mitte 2013 das komplette Klostergebäude (ohne Kirche) übernommen und umgebaut wurde.
Im Jahr 2015 wurden durch Bayerns Bildungs- und Wissenschaftsminister Ludwig Spaenle die Mensa, ein moderner Hörsaal im ehemaligen Refektorium und weitere Räume offiziell eingeweiht.